# 山内壮馬
山内 壮馬（やまうち そうま、1985年7月1日 - ）は、愛知県豊田市出身の元プロ野球選手（投手）、野球指導者。右投右打。
和紙工芸作家の山内一生は祖父の義弟に当たる。

## 経歴

### プロ入り前
一家を挙げての中日ドラゴンズファンで、実父は同球団の納会や東海クラシックの女子トーナメントにも使われている新南愛知カントリークラブの支配人。このような家庭環境の下で、「中日のエースになりたい」という理由から、豊田市立梅坪小学校への在学中に軟式野球を始めた。
豊田市立梅坪台中学校を卒業するまでは捕手も兼ねていたが、杜若高等学校への進学後に投手へ専念するとともに、同級生で左腕投手の長谷部康平とエースの座を争っていた。3年時の夏には全国高等学校野球選手権愛知大会で準決勝にまで進んだものの、チームは豊川高校の2年生エース・森福允彦の前に完封負け。結局、甲子園球場での全国大会と無縁のまま、地元の名城大学法学部へ進学した。
名城大学硬式野球部では、大坪悟監督の下で、1年先輩の清水昭信などと共に投手陣を支えた。在学中には、4年時の2部秋季リーグ戦で最優秀選手と最優秀防御率のタイトルを受賞したほか、3年時には、大学選手権2回戦で完投勝利してチームを準々決勝にまで導いた。
2007年の大学・社会人ドラフト会議で、中日から1位指名を受けて入団。名城大学からのドラフト1位指名選手は1979年の藤原保行（近鉄バファローズ）以来2人目で、中日には前年6位指名の清水に次ぐ2年連続の入団になった。担当スカウトは中原勇一で、入団当初の背番号は26。

### 中日時代

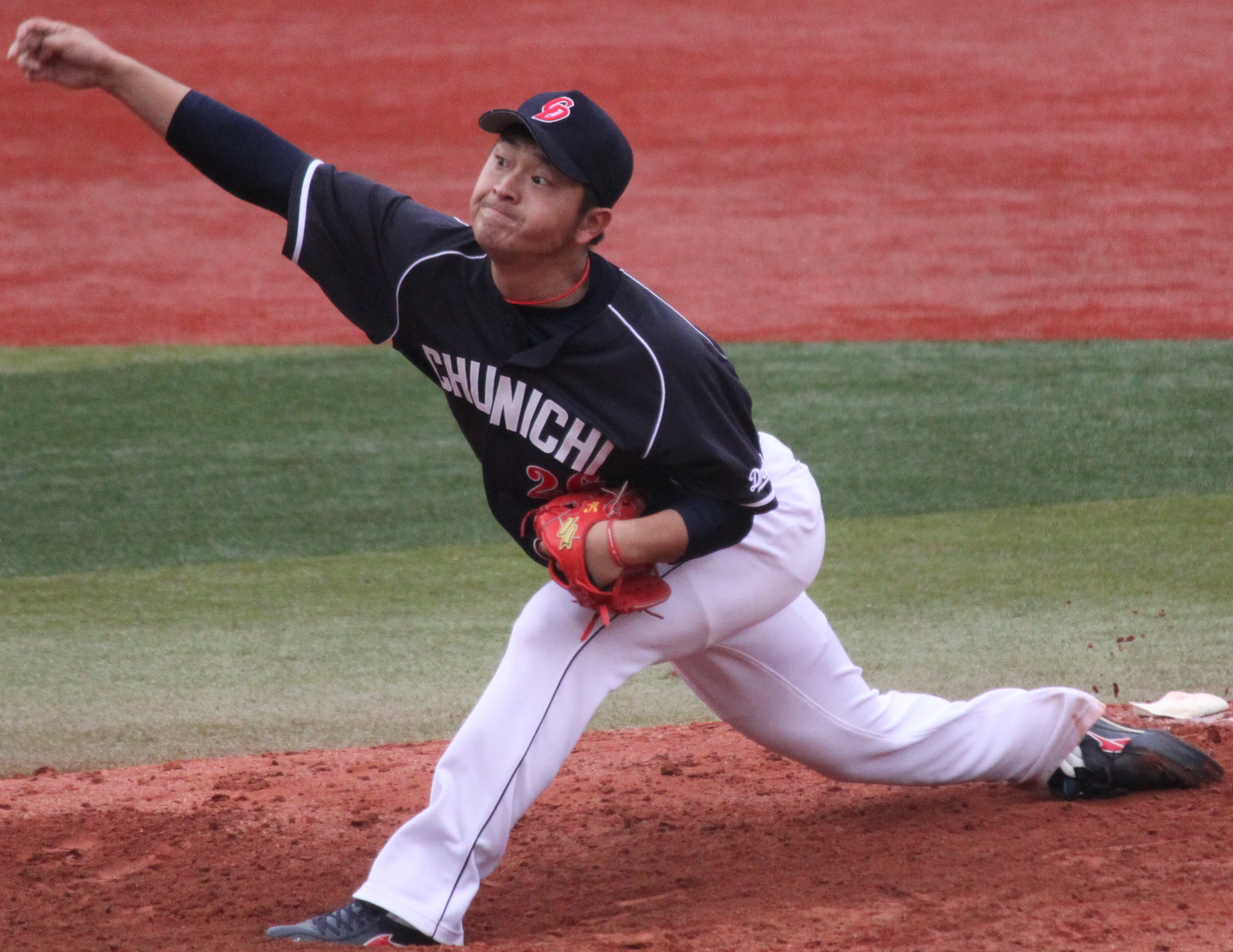
中日時代の山内の投球フォーム
（2013年4月21日、横浜スタジアム）

2008年には、7月21日にプロ入り後初の出場選手登録を果たすと、2日後の7月23日に地元・ナゴヤドームでの対広島東洋カープ戦で救援投手として一軍公式戦初登板。8月3日の登録抹消を経て、9月14日に再び登録されると、同日の対横浜ベイスターズ戦（横浜スタジアム）で一軍での先発デビューを果たした。しかし、横浜打線に3本の本塁打を許すなど、4回裏までに4点を失って降板。降板の直後には、試合が続いていたにもかかわらず、一軍監督の落合博満から名古屋への帰還を命じられた。結局、わずか1日で再び登録を抹消されると、そのまま二軍でシーズンを終えた。
2009年には、春季キャンプのスタートを一軍で迎えながら、途中で二軍に降格。一軍公式戦にはわずか1試合の登板で、2年連続の未勝利に終わった。シーズン終盤の9月25日から年末までは、チームメイトの長峰昌司・谷哲也と共に、ドミニカ共和国のウィンターリーグへ派遣されている。
2010年には、4月25日の対阪神タイガース戦（阪神甲子園球場）に先発すると、6回を2失点という内容で一軍初勝利を挙げた。
2011年には、プロ入り後初めて、開幕を一軍で迎えた。4月27日の対横浜戦（豊橋市民球場）に先発すると、6回雨天コールドゲームながら、一軍初完封勝利を達成。シーズン全体では、この試合を含めて、対横浜戦での先発で同球団のエース・三浦大輔と互角の投げ合いを演じることが多かった。結局、一軍公式戦では自己最多の3勝を記録。先発ローテーションの谷間の試合を任されながら、防御率1点台という投球内容で存在感を示した。
2012年には、開幕から一軍の先発ローテーションに定着。4月5日の横浜DeNAベイスターズ戦（横浜スタジアム）に7回無失点でシーズン初勝利を挙げたことを皮切りに、シーズンを通じてローテーションを守った結果、チームの投手では唯一一軍の規定投球回数に達した。さらに、9月16日の対広島東洋カープ戦で、自身初のシーズン10勝を記録。シーズン通算では、一軍公式戦24試合の登板（すべて先発）で、10勝7敗、防御率2.43という好成績を残した。
2013年も開幕ローテーション入りを果たすと、先発で登板した4月21日の対DeNA戦（横浜）の打席で、三浦から一軍初本塁打を放った。しかし、初回からの大量失点や不用意な四球による自滅が相次いだことに加えて、左背筋を痛めたことで5月13日に登録を抹消。その後にいったん一軍へ復帰したが、6月9日に再び登録を抹消されると、8月28日に右肘遊離軟骨の除去手術と右肘関節内のクリーニング手術を受けた。復帰までに2～3ヶ月を要する手術だったため、そのままシーズンを終了。一軍公式戦には9試合に先発したものの、2勝4敗、防御率5.54という成績に終わった。
2014年には、オープン戦からの不振で開幕一軍入りを逃した。4月3日には、シーズン初の出場選手登録を経て、京セラドーム大阪での対阪神戦に先発で登板。しかし、4回を投げて8被安打5四球7失点という内容だったため、谷繁元信選手兼任一軍監督から「相手と勝負する前に、勝負になってなかった」という苦言を呈された。翌4月4日に登録を抹消されると、一軍復帰を果たせないまま、シーズン終了後に背番号を59へ変更している。
2015年には、プロ入り後初めて一軍公式戦への登板機会がなく、10月4日に球団から戦力外通告を受けた。しかし、右肘の手術を受けてから一軍で結果を出せていないことへの心残りが強かったことから、11月10日には、シートバッティング形式の12球団合同トライアウト（草薙球場）に参加。1四球を与えながらも、打者3人を無安打に抑えた。このトライアウトでNPB他球団への移籍に至らなかった場合には、イタリアンベースボールリーグでのプレーを検討していたという。

### 楽天時代
2015年11月12日から栗原健太（前・広島）、川本良平（前・千葉ロッテマリーンズ）、金無英（前・福岡ソフトバンクホークス）と共に、入団テストを兼ねて東北楽天ゴールデンイーグルスの秋季キャンプに参加。捕手出身の梨田昌孝監督から「動くボールが持ち味で、コントロールも良い」という評価を受けた。11月15日の紅白戦終了後には、梨田が約4200人の観衆の前で、山内を含む4人全員の合格を発表した。背番号は69。
2016年には、6月16日の対巨人戦（東京ドーム）8回裏2死から、移籍後初・自身2年振りの一軍マウンドを踏んだ。1点リードの展開からこの回に4点を入れられた直後の救援登板で、寺内崇幸を遊飛に打ち取ったが、チームはそのまま敗れた。一軍公式戦での登板はこの試合のみで、イースタン・リーグの公式戦でも、12試合の登板で2勝1敗1セーブ、防御率5.87という成績にとどまった。10月1日に球団から戦力外通告を受けたことを機に、現役を引退。12月2日付で、NPBから自由契約選手として公示された。

### 現役引退後
古巣の中日から打撃投手や広報職員、地元・名古屋のテレビ局からプロ野球の取材要員や野球解説者としての採用を打診された。一時はテレビ局への入社を検討したものの、名城大学の学生時代に指導を受けた安江の勧めで、指導者として硬式野球部へ復帰することを決意。学生野球資格回復制度によって、2017年2月7日付で日本学生野球協会から資格回復の適性認定を受け、4月13日付で同部のコーチに就任した。コーチ就任2年目の2018年秋には、自身の3年時の春季以来12年振りに、チームを愛知大学野球1部リーグ優勝に導いている。

## 選手としての特徴
平均球速約143km/hの速球は打者の手元で沈むクセ球（いわゆるシンカー）であり、変化球はスライダー、シュートなどを投げる。
本人が名城大学硬式野球部コーチへの就任後に語ったところによれば、大学3年時にカットボールの投げ方を身に付けたところ、ストレートが横の方向へ回転するようになったため制球力が落ちたという。本人曰く、「その時には（自分なりの）感覚で修正できたが、中日への入団後にも同じような現象に陥った。身体が横の方向へ振れていることが分かってから投球フォームを修正できたものの、結構苦労した」とのことである。

## 人物
杜若高校の同級生だった長谷部とは親友で、山内自身は、長谷部と一緒に中日へ入団することを望んでいた。自身の指名の直後には、中日でチームメイトになれなかったことに複雑な思いを抱えながらも、「（パシフィック・リーグに加盟する楽天に長谷部が入団した場合には、セントラル・リーグの代表チームの一員として）日本プロ野球の頂点である日本シリーズで長谷部と投げ合いたい」とコメント。自身の中日入団が決まった際には、長谷部より先に一軍の先発で勝利することを目標に挙げていた。ただし実際には、長谷部が山内より1年早く、2009年4月30日の北海道日本ハムファイターズ戦（クリネックススタジアム宮城）で先発投手としての一軍初勝利を記録。長谷部が2013年の日本シリーズで1試合登板しているのに対して、山内は2011年の日本シリーズで出場資格を有しながら、登板の機会がなかった。2016年には楽天で長谷部と再びチームメイトになったが、2人とも同年限りで戦力外通告を受けたことを機に、現役を退いている。
中日入団の時点では、名城大学で取得した単位の数が、卒業認定の要件を満たしていなかった。しかし、「せっかく大学に入って、いろんな方にお世話になったので、どうしても卒業したかった」との思いから、残した単位を入団後少しずつ取得。休学と復学を繰り返しながら、入団6年目の2014年2月初旬に最後の2単位を取得できたため、同大学から正式に卒業を認められた。山内によれば、プロ入り後の6年間は野球最優先の生活を送る一方で、単位の取得に必要なレポートを空き時間に作成していたことがあったという。
名城大学の硬式野球部にコーチとして復帰してからは、「型にはめない」「部員が質問するまでは自分から口を出さない」といったモットーに沿って、中日投手時代の経験談を交えながら投手を指導。栗林良吏や岩井俊介、松本凌人をプロ入りに導いた。山内自身は、このような指導の背景に、「現役部員時代の自分は技術面を含めて無知で、視野が狭かった」「中日時代の一軍投手コーチだった森繁和や近藤真市も選手から質問されるまで口を出さないタイプで、当時の自分に合っていた。その一方で、二軍では自分に合わないことを（森や近藤以外の投手）コーチからやらされていたので、内心で違和感を覚えていた」ことを挙げている。
グラブにはずっと金色のうんこマーク（💩）と白色の星マーク（☆）の刺繡を入れていた。この刺繍は名城大学で指導した栗林にも受け継がれている。

## 詳細情報

### 年度別投手成績
| 年 度    | 球 団    | 登 板 | 先 発 | 完 投 | 完 封 | 無 四 球 | 勝 利 | 敗 戦 | セ 丨 ブ | ホ 丨 ル ド | 勝 率 | 打 者 | 投 球 回 | 被 安 打 | 被 本 塁 打 | 与 四 球 | 敬 遠 | 与 死 球 | 奪 三 振 | 暴 投 | ボ 丨 ク | 失 点 | 自 責 点 | 防 御 率 | W H I P |
| -------- | -------- | ----- | ----- | ----- | ----- | -------- | ----- | ----- | -------- | ----------- | ----- | ----- | -------- | -------- | ----------- | -------- | ----- | -------- | -------- | ----- | -------- | ----- | -------- | -------- | ------- |
| 2008     | 中日     | 4     | 1     | 0     | 0     | 0        | 0     | 0     | 0        | 0           | .---  | 38    | 9.1      | 9        | 3           | 2        | 0     | 0        | 12       | 0     | 0        | 6     | 6        | 5.79     | 1.18    |
| 2009     | 中日     | 1     | 0     | 0     | 0     | 0        | 0     | 0     | 0        | 0           | .---  | 7     | 1.1      | 3        | 0           | 0        | 0     | 0        | 0        | 0     | 0        | 2     | 2        | 13.50    | 2.25    |
| 2010     | 中日     | 6     | 6     | 0     | 0     | 0        | 2     | 1     | 0        | 0           | .667  | 146   | 35.0     | 24       | 2           | 18       | 0     | 1        | 18       | 0     | 0        | 13    | 8        | 2.06     | 1.20    |
| 2011     | 中日     | 11    | 9     | 1     | 1     | 0        | 3     | 2     | 0        | 1           | .600  | 252   | 62.1     | 46       | 6           | 20       | 0     | 2        | 31       | 0     | 0        | 14    | 12       | 1.73     | 1.06    |
| 2012     | 中日     | 24    | 24    | 0     | 0     | 0        | 10    | 7     | 0        | 0           | .588  | 589   | 148.0    | 128      | 8           | 32       | 1     | 4        | 68       | 4     | 0        | 42    | 40       | 2.43     | 1.08    |
| 2013     | 中日     | 9     | 9     | 0     | 0     | 0        | 2     | 4     | 0        | 0           | .333  | 234   | 50.1     | 68       | 8           | 24       | 2     | 1        | 22       | 3     | 0        | 34    | 31       | 5.54     | 1.83    |
| 2014     | 中日     | 1     | 1     | 0     | 0     | 0        | 0     | 1     | 0        | 0           | .---  | 26    | 4.0      | 8        | 1           | 5        | 0     | 0        | 2        | 1     | 0        | 7     | 5        | 11.25    | 3.25    |
| 2016     | 楽天     | 1     | 0     | 0     | 0     | 0        | 0     | 0     | 0        | 0           | .---  | 1     | 0.1      | 0        | 0           | 0        | 0     | 0        | 0        | 0     | 0        | 0     | 0        | 0.00     | 0.00    |
| NPB：8年 | NPB：8年 | 57    | 50    | 1     | 1     | 0        | 17    | 15    | 0        | 1           | .531  | 1293  | 310.2    | 286      | 28          | 101      | 3     | 8        | 153      | 8     | 0        | 118   | 104      | 3.01     | 1.25    |

### 記録
投手記録
- 初登板：2008年7月23日、対広島東洋カープ15回戦（ナゴヤドーム）、5回表2死に2番手で救援登板、1回1/3を1失点
- 初奪三振：同上、5回表にベン・コズロースキーから見逃し三振
- 初先発：2008年9月14日、対横浜ベイスターズ20回戦（横浜スタジアム）、4回4失点
- 初勝利・初先発勝利：2010年4月25日、対阪神タイガース6回戦（阪神甲子園球場）、6回0/3を2失点
- 初ホールド：2011年4月16日、対阪神タイガース2回戦（ナゴヤドーム）、3回表2死に2番手で救援登板、2回2/3を無失点
- 初完投勝利・初完封勝利：2011年4月27日、対横浜ベイスターズ5回戦（豊橋市民球場）　※6回降雨コールド

打撃記録
- 初打点：2010年4月25日、対阪神タイガース6回戦（阪神甲子園球場）、3回表に筒井和也から左犠飛
- 初安打：2010年5月16日、対オリックス・バファローズ2回戦（ナゴヤドーム）、4回裏に木佐貫洋からワンバウンドの球を右前2点適時打
- 初本塁打：2013年4月21日、対横浜DeNAベイスターズ6回戦（横浜スタジアム）、5回表に三浦大輔から左越ソロ

### 背番号
- 26 （2008年 - 2014年）
- 59 （2015年）
- 69 （2016年）

### 登場曲
- 『Only God Can Judge Me』AK-69（2010年 - 2016年）